# Przemysław Bieliński
Przemysław Bieliński (ur. 12 grudnia 1977 w Warszawie) – polski tłumacz powieści, zajmujący się głównie fantastyką oraz literaturą sensacyjną.
Studiował historię na Uniwersytecie Warszawskim. Zawodową pracę tłumacza rozpoczął w 2001 przekładem powieści Francisa Lebarona Maski Mercadii. Przetłumaczył około pięćdziesięciu powieści.
W latach 2002–2004 był basistą rockowej grupy Rootwater. Jest autorem większości tekstów z płyty Under oraz kompozytorem piosenki Uniquitos Violence z płyty Limbic System, wydanej już po jego odejściu. Opuścił zespół z powodów osobistych oraz różnic na tle muzycznym. Działalności muzycznej nie kontynuuje.

## Tłumaczenie książek
- Album morderstw – Jonathan Kellerman
- Analityk – John Katzenbach
- Assassin’s Creed: Objawienia – Anton Gill, ISBN 978-83-61428-37-4
- Bagno – Jonathan Kellerman
- Bezcenny świadek – D. W. Buffa
- Bohater – Michael Williamson, John Ringo
- Chłopiec i jego czołg – Leo Frankowski
- Chłopiec lew – Zizou Corder
- Chłopiec lew 2: Pościg – Zizou Corder
- Cichy Joe – Parker T. Jefferson
- Co wiedzą zmarli – Laura Lippman
- Demon – Daniel Suarez, ISBN 978-83-241-3290-4
- Dilbert – zbiór niedzielnych historyjek – Scott Adams
- Dilbert i biurowa mena(d)żeria – Scott Adams
- Doktryna piekieł – David Weber, John Ringo
- Impuls – Jonathan Kellerman
- Jastrzębie wojny – Gordon Kent
- Kamień meduzy – Jack Du Brul
- Klub spiskowców – Jonathan Kellerman
- Kod Mesjasza – Michael Cordy
- Król Artur – Frank Thompson
- Krypta grozy – Keith Francis Stohm
- Marsz ku gwiazdom – David Weber, John Ringo
- Marsz ku morzu – David Weber, John Ringo
- Marsz w głąb lądu – David Weber, John Ringo
- Maski Mercadii – Francis Lebaron
- Miasta zbrodni: Berkeley, Nashville – Jonathan Kellerman
- Nad krawędzią – Jonathan Kellerman
- Największe oszustwa w II Wojnie Światowej – William B. Breuer
- Największe spiski w historii – Jonathan Vankin, John Whalen
- Nas niewielu – David Weber, John Ringo
- Nemezis – Paul B. Thompson
- Nie do poznania – Ridley Pearson
- Obsesja – Jonathan Kellerman
- Opowieść szaleńca – John Katzenbach
- Piąty zakładnik – Terence Strong
- Podwójne zabójstwo – Jonathan Kellerman
- Pokrętny umysł – Jonathan Kellerman
- Proroctwo – Vance Moore
- Rodzaj śmierci – Stephen White
- Siła strachu – David Morrell
- Tajemnica Olmeków – David Hatcher Childress
- Taniec z diabłem – David Weber, John Ringo
- Terapia – Jonathan Kellerman
- Totalna zagłada – Terence Strong
- Trzy świętości – Philip Gardiner
- Unik – Jonathan Kellerman
- Warta na Renie – Tom Kratman, John Ringo
- Wojna Cally – Julie Cochrane, John Ringo
- Wściekłość – Jonathan Kellerman
- Wyrok – D. W. Buffa
- Z zimną krwią – Jonathan Kellerman
- Zaginione – Tom Eidson
- Zamach na prezydenta – Terence Strong
- Zodiak – Robert Graysmith